# Anoplosiagum kuntzeni
Anoplosiagum kuntzeni är en skalbaggsart som beskrevs av Moser 1921. Anoplosiagum kuntzeni ingår i släktet Anoplosiagum och familjen Melolonthidae. Inga underarter finns listade i Catalogue of Life.